# Flatoidessa sinuata
Flatoidessa sinuata är en insektsart som först beskrevs av Victor Antoine Signoret 1860.  Flatoidessa sinuata ingår i släktet Flatoidessa och familjen Flatidae. Inga underarter finns listade i Catalogue of Life.